# Hästmordsskandalen i USA
Hästmordsskandalen i USA är benämningen på en lång rad av försäkringsbedrägerier i USA från mitten av 1970-talet till mitten av 1990-talet, där dyra hästar, många av dem hopphästar, försäkrades mot dödsfall, olyckor eller sjukdomar och sedan avlivades för att få ut försäkringspengar. Skandalen har kallats "en av idrottens största, mest ohyggliga berättelser" samt "den största skandalen i hästsportens historia."

## Historia
Det är inte känt hur många hästar som dödades på det här sättet mellan mitten av 1970-talet och mitten av 1990-talet, när en utredning av FBI uppmärksammade hästmordsskandalen, men antalet tros vara långt över 50, och kan ha varit så mycket som 100.
1977 försvann dessutom arvtagerskan Helen Brach och antogs ha blivit mördad, eftersom hon hotade att rapportera den brottsliga verksamheten till myndigheterna. Fortsatta undersökningar av Brachs död ledde till att försäkringsbedrägeriet började nystas upp på 1990-talet. Försvinnandet och mordet på Helen Brach löstes aldrig helt, även om en man, Richard Bailey, avtjänar livstids fängelse för att ha beställt mordet på henne.
Trettiosex personer åtalades och ställdes inför rätta för bland annat försäkringsbedrägerier, utpressning, beskyddarverksamhet och djurplågeri. Alla åtalade utom en dömdes. Av de 23 personer som åtalades i Chicago i juli 1994, erkände sig 20 personer skyldiga. Under den 20-årsperiod som hästmorden ägde rum ledde flera olika motiv till att hästägare och tränare, ofta förmögna och väl respekterade människor, engagerade sig i vad som i slutändan blev en utbredd konspiration.
I vissa fall bestämde ägaren till en lovande, eller till och med prisvinnande häst, sig för att försäkra och sedan döda djuret. Detta uppmärksammades mest då hopphästen Henry the Hawk dödades 1982.